# Ґучжен

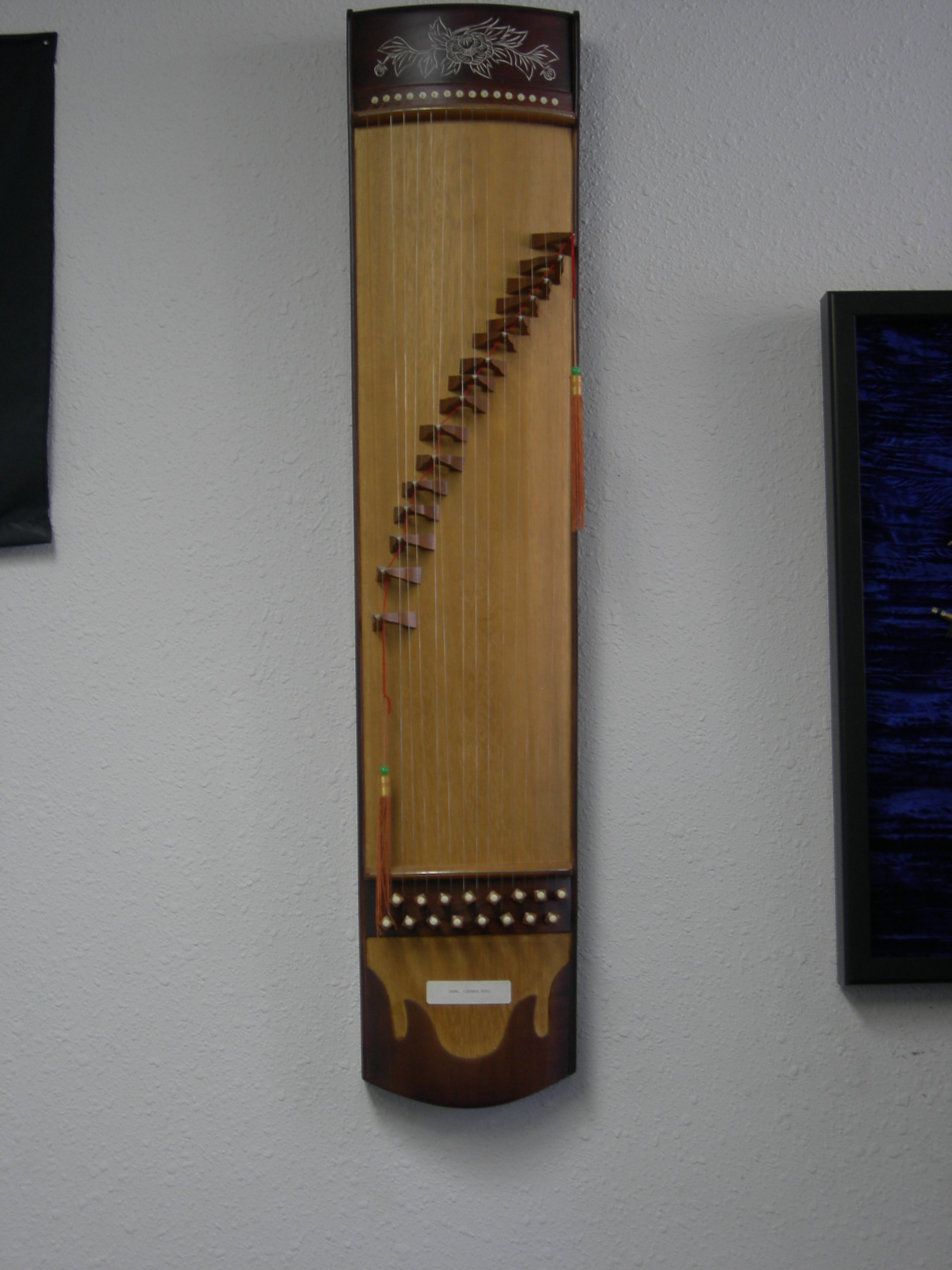
Ґучжен підвішений до стіни

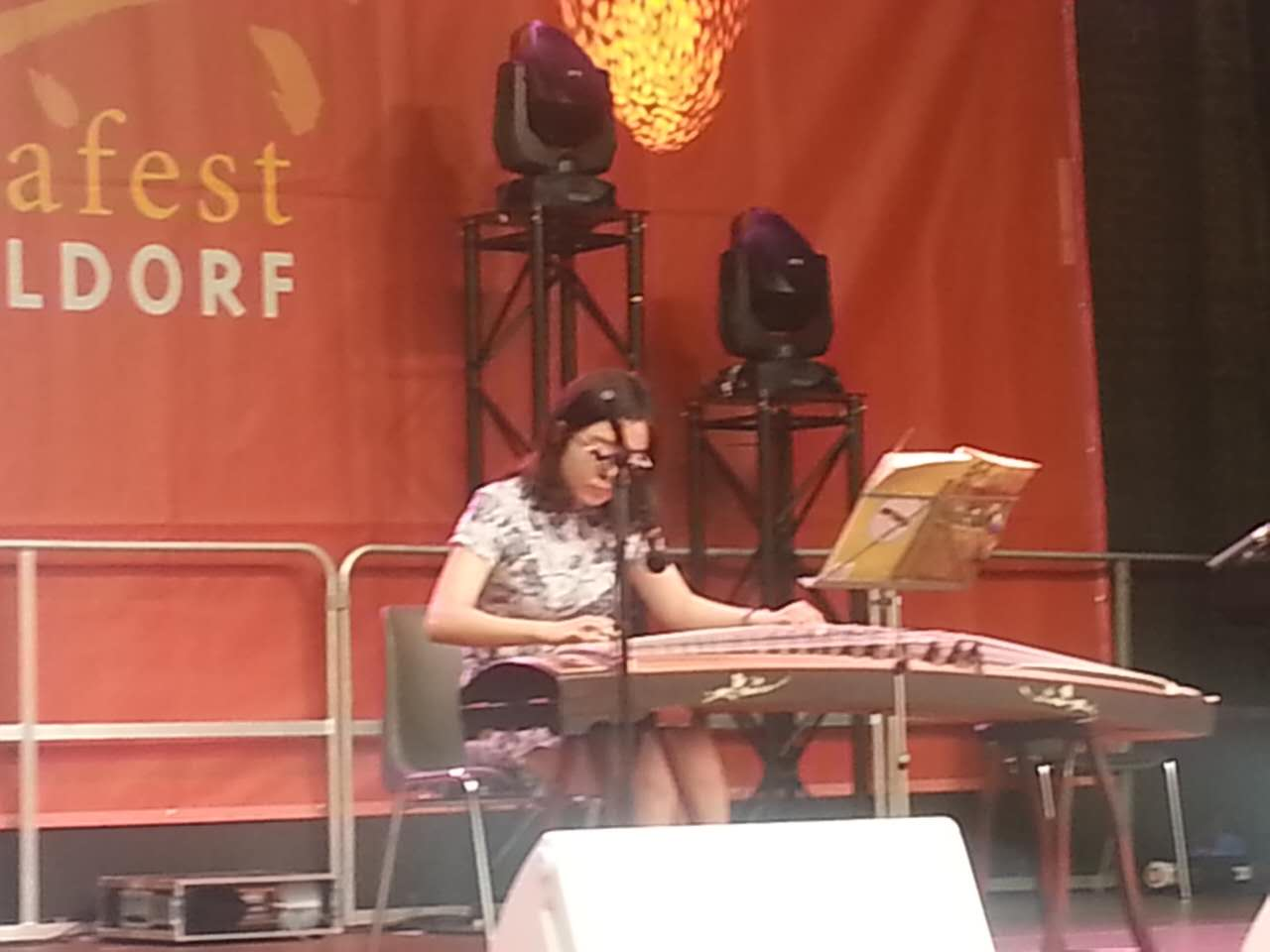

Ґучжен (гуджен) — популярний в Китаї національний музичний інструмент. Його ще називають китайськими гуслями. Цей інструмент належить до родини цитр. За формою він нагадує прямокутну дерев'яну основу, на яку натягують струни. Раніше використовувались шовкові струни, але сучасні інструменти мають металеві та мідні струни. Їх кількість може варіюватись від 15 до 25 штук. Ґучжен розташовується на підставці, і у древні часи музиканти грали на ньому стоячи на колінах.
Техніки гри на гуджені включають такі прийоми:
- защипування струн, виконується правою рукою або обома в правій частині інструменту,
- натискання на струни в лівій частині інструменту лівою рукою для варіювання її звуковисотності.
- тремоло, виконується правою рукою.

Защипування виконується за допомогою чотирьох плектр, що надягають на пальці правої руки. В давнину плектри виготовлялись із слонової кістки або з панцира черепах. В традиційному виконавстві плектри застосовуються лише для правої руки, які доручається виконання мелодії, тоді як ліва рука використовується для тиску на струни в лівій частині інструменту, що дозволяє змінювати їх звуковисотність і, таким чином, виконувати різного роду своєрідну мелізматику — вібрато, глісандо тощо, характерні для традиційного китайського, а також корейського репертуару. Натомість для виконання новітнього репертуару інструменталісти можуть викоирстовувати плектри на пальцях обох рук, це дозволяє, наприклад, правою рукою виконувати мелодію, а лівою — акомпанемент. Особливим прийомом є виконання тремоло, що полягає у швидкому защипуванні однієї і тієї ж струни великим та вказівним пальцями правої руки. В сучасному репертуарі можуть застосовуватися й інші спеціальні прийоми, такі як, наприклад гра віолончельним смичком, або удари по струнах паличками.
Перше публічне представлення інструменту в Україні, а також перші твори українських композиторів, написані для гуджену відносяться до 2015 року, коли Асоціація електроакустичної музики при Національній спілці композиторів України за сприяння посольства Китайської народної республіки організувала концерт під назвою «Гуджен і електроніка»